# Alcyonium luteum
Alcyonium luteum is een zachte koraalsoort uit de familie Alcyoniidae. De koraalsoort komt uit het geslacht Alcyonium. Alcyonium luteum werd in 1954 voor het eerst wetenschappelijk beschreven door Tixier Durivault. 